# Арман Салакру
Арман Салакру (фр. Armand Salacrou; *9 серпня 1899, Руан — †23 листопада 1989, Гавр)  — французький драматург, актор.

## Дитинство. Соціалізм та Сюрреалізм
Арман Салакру народився 9 серпня 1899 в Руані в родині травника, вихідця з бідної сім'ї. У віці 17 років батько був запрошений абатом Сурі працювати у нього в аптеці. Пізніше він допоможе батькові отримати диплом травника та зіграє значну роль у житті майбутнього драматурга.
Арман відмінно навчався у школі в Руані, отримував щорічну премію. В 1917 році він переїжджає у Париж, де продовжує навчання в ліцеї, вивчаючи філософію та право. Крім гуманітарної освіти, Арман також отримав диплом університету Сорбонна з медицини. Та від кар'єри кардіолога Салакру відмовився.
В 1821 році Салакру був прийнятий в ряди молодих соціалістів під час Туркського з'їзду, Арман Салакру пише п'єсу «Вічна пісня жебраків». Твір присвячений проблемам нерівності та висвітлює соціалістичні ідеї.
У цей час Салакру також зацікавлюється сюрреалізмом. Разом зі своїми друзями дитинства Жаном Дюбюффе та Жоржем Лімбуром відвідує сюрреалістичні театральні вистави, художні виставки. Там він знайомиться з такими людьми, як Роже Вітрак, Робер Десно, Антонен Арто та Макс Жакоб.

## Перші п'єси та перший досвід у сінематографі
В 1922 році на догоду батькам Салакру одружується. Але свою наречену Люсьєн він попереджає одразу: «Наш шлюб буде тривати 3 місяці». Про любовні справи Арман розповідає у своїх мемуарах. Щирі довготривалі стосунки — не те, що йому було потрібно.
Як і раніше його цікавили питання сенсу життя: «Навіщо жити?», «Чому я маю терпіти біль від життя?». У цей час Салакру пише п'єсу «Той, хто розбиває тарілки». Ця п'єса про самотнього юнака, який заблукав у великому місті та випадково набрів за куліси мюзік-холу. Там він розмовляє з клоуном, еквілібрістом, режисером та іншими героями, намагається вивідати, який сенс життя в них, але вони не розуміють таких питань, глузують з юнака та називають його божевільним. Відчуваючи повну безвихідність, юнак звертається до Бога, та і він не чує його. Атмосфера цієї п'єси досить характерна для раннього періоду творчості драматурга. 
Ця п'єса була відправлена театральному режисеру Шарлю Дюллену, але вона йому не сподобалася. Більш близьке знайомство Салакру і Дюллена вудбулось під час постановки нової п'єси Салакру «Пачулі, або Розлади кохання».
В 1924 році Салакру пише ще одну п'єсу «Скляний шар». І знову безуспішні пошуки сенсу життя, блукання та загибель головного героя.
Своєрідність форми цих і деяких наступних творів Салакру привертають увагу відомого режисера Люньє-По. На початку 1925 року на його прохання Салакру пише п'єсу «Навколо Землі». Вже наприкінці 1925 року п'єса була поставлена в театрі «Творчість» та викликала багато критичних відгуків.
У тому ж році була написана ще одна п'єса «Міст Європи». 30 листопада 1927 року відбулась прем'єрна вистава цієї п'єси у театрі Одеон. Як і раніше, розкриваючи проблему протистояння самотнього героя та жорстокого бездушного світу, Салакру помітно відходить від одностроннього звинувачення світу. Вперше Салакру говорить про трагічну вину самого героя.
Ця тема буде продовжена у наступній, найкращій п'єсі драматурга 20-х років «Пачулі, або Розлади Кохання».

## Основні п'єси
- Той, хто розбиває тарілки (1923)
- Скляний шар (1924)
- Навколо Землі (1925)
- Пачулі, або Розлади кохання (1927)
- Атлас-готель (1929)
- Пуф (1930–1933)
- Вільна жінка (1930–1933)
- Незнайомка з Аррасу (1931–1935)
- Земля кругла (1937)
- Маргарита (1941)
- Заручини у Гаврі (1942)
- Солдат і ворожка (1942)
- Ночі гніву (1946)
- Архіпелаг Ленуар (1945–1947)
- Дзеркало (1956)
- Бульвар Дюран (1960)
- Чорна вулиця (1968).